# Liolaemus monticola
Liolaemus monticola este o specie de șopârle din genul Liolaemus, familia Tropiduridae, descrisă de Müller și Walter Hellmich în anul 1932.

## Subspecii
Această specie cuprinde următoarele subspecii:
- L. m. monticola
- L. m. chillanensis
- L. m. villaricensis